# Friedhelm Schütte
Friedhelm Schütte (12 de agosto de 1957) é um ex-futebolista alemão.